# Rödhuvad strandpipare
Rödhuvad strandpipare (Anarhynchus ruficapillus) är en vadarfågel i familjen pipare som huvudsakligen förekommer i Australien.

## Utseende
Rödhuvad strandpipare är en liten och slank medlem av familjen med en kroppslängd på 14–16 cm. Den är lik sina nära släktingar i en grupp kring svartbent strandpipare. Hanen har i häckningsdräkt karakteristiskt rostbrunt på hjässa och nacke, på övre delen av pannan begränsat av en tjock svart kant kontrasterande mot den i övrigt vita pannan. Mellan näbb och öga syns ett tydligt svart tygelstreck. Undersidan är vit med svarta fläckar på bröstsidorna. Både ben och näbb är svarta.
Honor och hanar utanför häckningstid saknar det rostbruna på huvudet och är generellt matt gråbruna, ibland med en lätt kastanjebrun anstrykning. I flykten syns ett smalt vitt vingband, mörk övergump och vita stjärtsidor.

## Utbredning och systematik
Fågeln förekommer över stora delar av Australien, både vid kusten och i inlandet, där den häckar vid exempelvis estuarier, vikar, sand- och lerstränder, salina inlandsvåtmarker. Enstaka individer observeras på Nya Zeeland och arten häckade där i mycket litet antal under åren 1950–1980. Arten har också konstaterats häcka på Timor och möjligen även på Roti i Små Sundaöarna.

### Släktestillhörighet
Rödhuvad strandpipare placeras traditionellt, liksom de flesta pipare, i det stora släktet Charadrius. Flera genetiska studier har dock visat att arterna i släktet inte är varandras närmaste släktingar. Istället är en stor grupp strandpipare, däribland rödhuvad strandpipare, närmare släkt med vipor i Vanellus och andra udda pipare som australiska inlandspiparen (Peltohyas australis) och arten snednäbb i Nya Zeeland (Anarhynchus frontalis) än med typarten för släktet större strandpipare.  Tongivande Clements m.fl. implementerade 2023 dessa resultat i sin systematik, vilket medfört att denna grupp lyfts ur Charadrius och istället förenats med snednäbben i släktet Anarhynchus. 

## Status och hot
Artens populationstrend är okänd, men utbredningsområdet är relativt stort. Internationella naturvårdsunionen IUCN anser inte att den är hotad och placerar den därför i kategorin livskraftig.

## Bilder

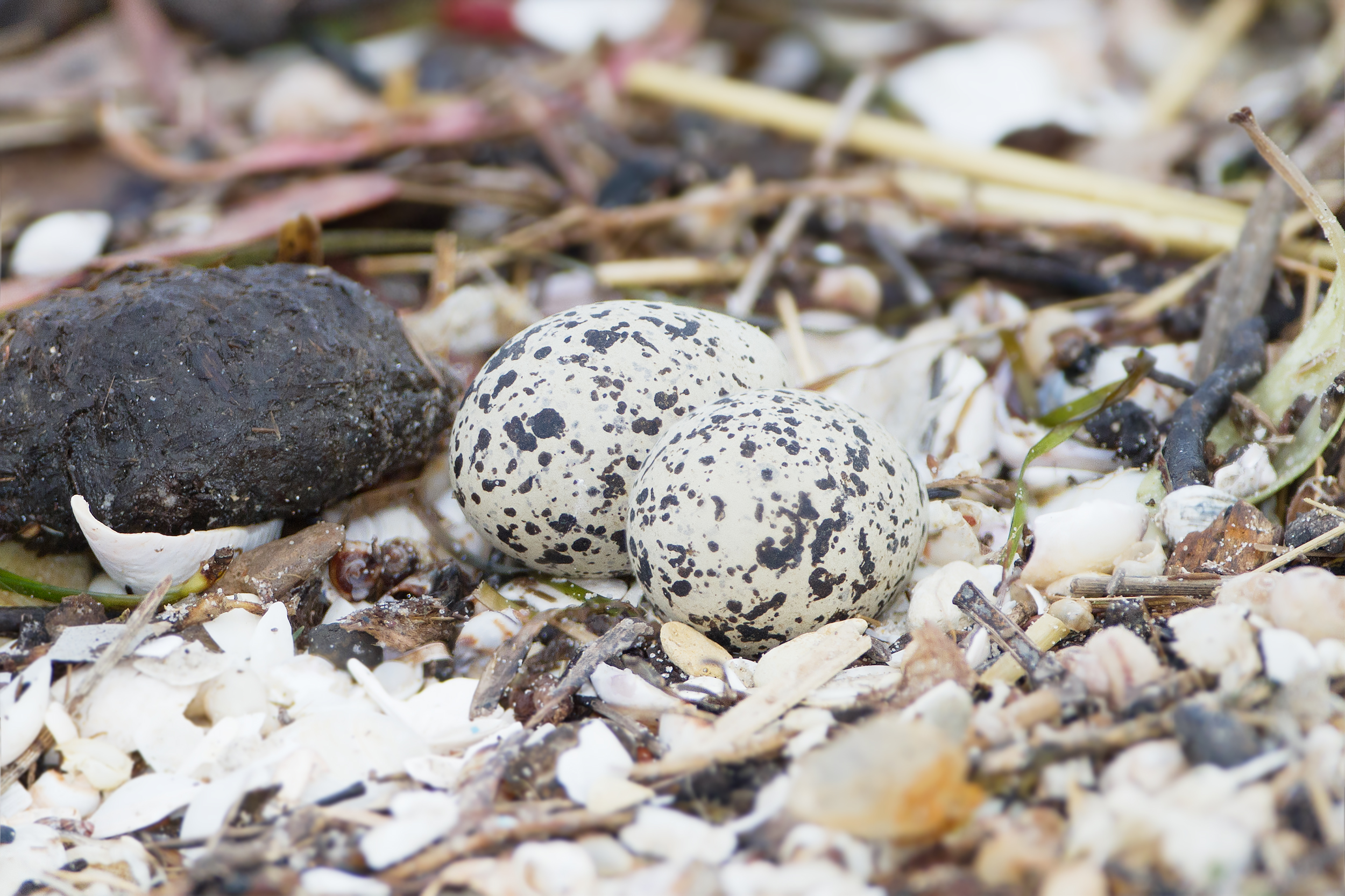
Bo med ägg.
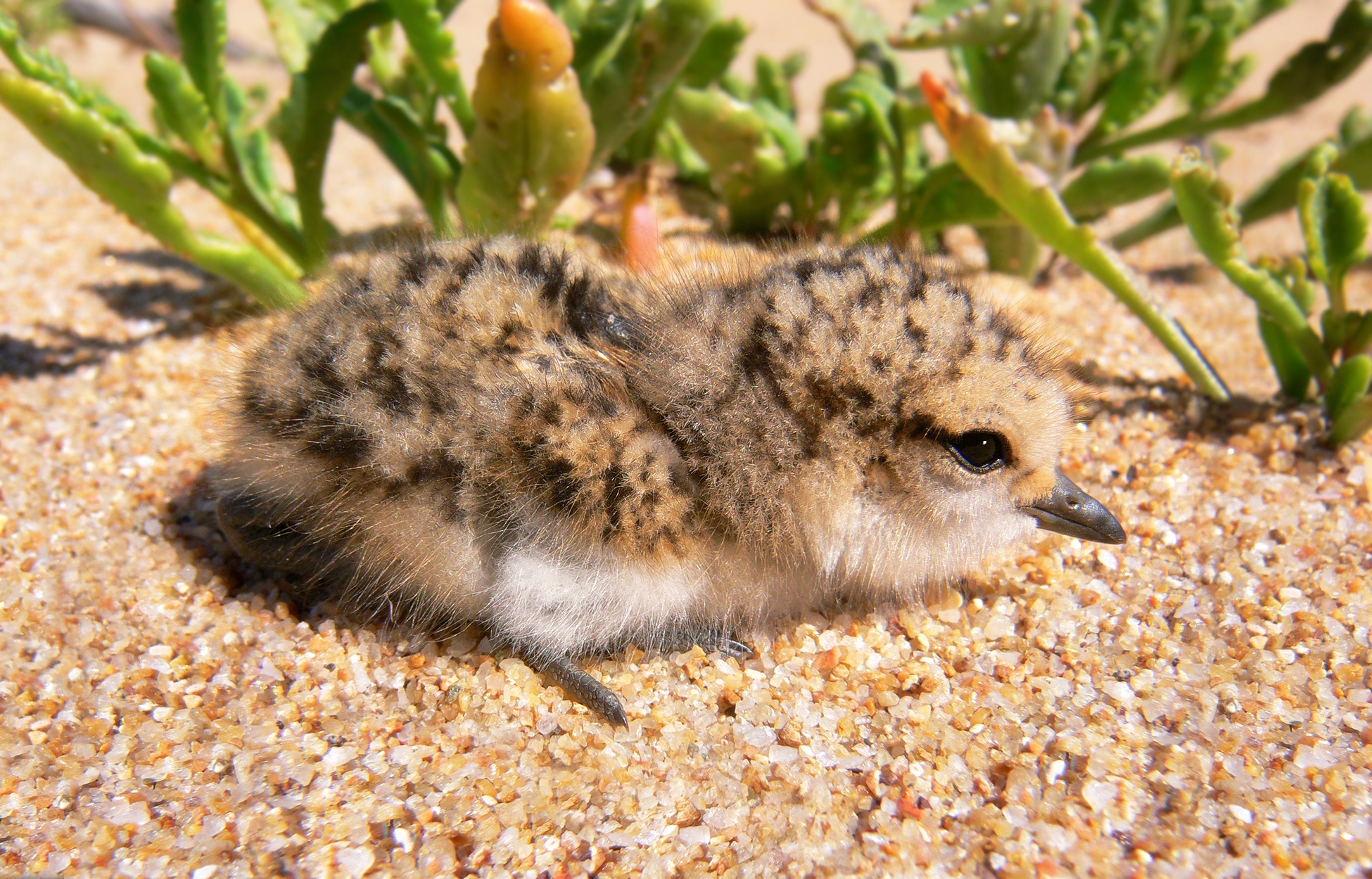
Dununge som intar kamouflageställning för att undvika upptäckt.
- Film av adult hane